# Festival Internacional de Cinema em Super 8 de Curitiba
Festival Internacional de Cinema em Super 8 de Curitiba, ou CURTA 8, é um festival de cinema brasileiro, realizado anualmente (geralmente no mês de novembro) na cidade de Curitiba. Depois do fim do Super Festival Nacional do Filme Super 8 (na década de 1980), é o mais importantes eventos do cinema analógico das Américas, especializado em produções de Super-8.

## História
Criado em 2005, o festival foi idealizado por Leandro Bossy Schip para fomentar produções nacionais em super-8. Sua primeira edição ocorreu no auditório da Biblioteca Pública do Paraná. A partir de 2008, o festival tornou-se internacional e após a sua 15º edição, tornou-se o festival mais longevo realizado ininterruptamente no mundo dedicado exclusivamente para a bitola super 8.
As edições de 2020 e 2021, devido a COVID-19, as amostras do festival ocorreram em transmissão online.

## Categorias
O CURTA 8 possui amostras competitivas e paralelas (que não concorrem a premiações), sendo que as principais categorias premiadas são:
- Super Prêmio Técnico[5]
- Super Prêmio Artístico[5]
- Super Prêmio Surpresa[5]
- Super Filme – Tomada Única[5]
- Super Filme – Júri Popular[5]
- Super Filme – do Festival[5]
- Super Vinheta - do Festival[5], entre outras.

Nas amostras paralelas, filmes antigos podem ser inscritos para participar do festival. 